# Qabalan
Qabalan (àrab: قبلان, Qabalān) és un municipi palestí de la governació de Nablus, a Cisjordània, al nord de la vall del Jordà, 19 kilòmetres al sud-est de Nablus. Segons l'Oficina Central Palestina d'Estadístiques tenia 7.130 habitants en 2007.